# جيم ديفيس (رجل أعمال)
جيم ديفيس (بالإنجليزية: Jim Davis)‏ هو شخصية أعمال أمريكي، ولد في 1943 في بوسطن في الولايات المتحدة.